# Eumiopteryx magna
Eumiopteryx magna är en bönsyrseart som beskrevs av Jantsch 1991. Eumiopteryx magna ingår i släktet Eumiopteryx och familjen Thespidae. Inga underarter finns listade i Catalogue of Life.